# Società Ginnastica Andrea Doria - Sezione Calcio 1914-1915
Questa voce raccoglie le informazioni riguardanti la Società Ginnastica Andrea Doria - Sezione Calcio nelle competizioni ufficiali della stagione 1914-1915.

## Stagione
L'Andrea Doria, con il terzo posto ottenuto nel Girone A delle qualificazioni, riuscì ad accedere alle semifinali del Torneo Maggiore. Nella fase successiva, si piazza al secondo posto del Girone D, a due punti di distanza dall'Inter, non riuscendo così ad accedere al girone finale.

## Divise
La maglia per le partite casalinghe presentava i colori bianco-blu.

## Organigramma societario
Area direttiva
- Presidente: Zaccaria Oberti

Area tecnica
- Allenatore: Francesco Calì

## Rosa
| N. |                   | Ruolo | Calciatore            |
| -- | ----------------- | ----- | --------------------- |
|    | Italia (bandiera) | P     | Cagnolaro             |
|    | Italia (bandiera) | P     | Emilio Casalino       |
|    | Italia (bandiera) | D     | Enrico Capris         |
|    | Italia (bandiera) | D     | Albera                |
|    | Italia (bandiera) | D     | C. Galletti           |
|    | Italia (bandiera) | D     | Arlotto               |
|    | Italia (bandiera) | D     | Giovanni Terrile      |
|    | Italia (bandiera) | D     | Cesare De Marchi (II) |
|    | Italia (bandiera) | C     | Ottavio Baglietto     |
|    | Italia (bandiera) | C     | Vincenzo Garassino    |
|    | Italia (bandiera) | C     | Giuseppe Ghiglione    |

| N. |                   | Ruolo | Calciatore                                   |
| -- | ----------------- | ----- | -------------------------------------------- |
|    | Italia (bandiera) | C     | Parodi                                       |
|    | Italia (bandiera) | C     | Santino Passano                              |
|    | Italia (bandiera) | D     | Umberto Bagnasco (I)                         |
|    | Italia (bandiera) | A     | Giovanni Battista Bagnasco (calciatore) (II) |
|    | Italia (bandiera) | A     | Delfino                                      |
|    | Italia (bandiera) | A     | Pittaluga                                    |
|    | Italia (bandiera) | A     | Stella                                       |
|    | Italia (bandiera) | A     | Armando Fava                                 |
|    | Italia (bandiera) | A     | Ettore Griffini                              |
|    | Italia (bandiera) | A     | Domenico Macaggi (III)                       |

## Risultati

### Prima Categoria

#### Girone A

##### Girone d'andata
| Arbitro: | Terzolo (Genova) |

|           |           |                       |
| Stella 3’ | Marcatori | 65’ Poggi 67’ Roletti |

| Arbitro: | Moretti (Milano) |

|                  |           |                                   |
| Pittaluga C. 88’ | Marcatori | 63’ Griffini 80’ Fava 85’ Delfino |

| Arbitro: | Mauro (Milano) |

|                                              |           |  |
| De Vecchi 15’ (rig.) Benvenuto 80’ Sardi 90’ | Marcatori |  |

| Arbitro: | Terzolo (Genova) |

|                                                    |           |  |
| Bagnasco II 26’ Maccaggi 30’ Fava 75’ Maccaggi 83’ | Marcatori |  |

| Arbitro: | Croce (Genova) |

|                       |           |          |
| Bagnasco II De Marchi | Marcatori | Lazoli I |

##### Girone di ritorno
| Arbitro: | Portigliatti (Torino) |

|  |           |   |
|  | Marcatori | ? |

| Arbitro: | Giardina (Milano) |

|                                 |           |            |
| Griffini 36’, 46’ Fava 83’, 89’ | Marcatori | 10’ Dapelo |

| Arbitro: | Gregorio (Milano) |

|  |           |                                                                                                 |
|  | Marcatori | 11’, 61’ Walsingham 25’, 70’ Santamaria 49’ (rig.) De Vecchi 52’ Traverso 64’ Mariani 73’ Sardi |

| Arbitro: | Cartasegna (Novara) |

|  |           |   |
|  | Marcatori | ? |

| Arbitro: | En.Pasteur (Genova) |

|                  |           |         |
| Smith Ticozzelli | Marcatori | Macaggi |

#### Semifinale - girone D
| Arbitro: | Brunetti (Torino) |

|   |           |   |
| ? | Marcatori | ? |

| Arbitro: | Borda (Torino) |

|             |           |  |
| Bagnasco II | Marcatori |  |

| Arbitro: | Cattaneo (Milano) |

|                                  |           |   |
| Galla Vallesella A. Tonini Cozza | Marcatori | ? |

| Arbitro: | Pedroni (Milano) |

|   |           |   |
| ? | Marcatori | ? |

| Arbitro: | Bianchi (Milano) |

|                 |           |  |
| L.Cevenini Asti | Marcatori |  |

| Arbitro: | Torazzi (Genova) |

|   |           |  |
| ? | Marcatori |  |

## Statistiche

### Statistiche di squadra
| Competizione    | Punti | In casa | In casa | In casa | In casa | In casa | In casa | In trasferta | In trasferta | In trasferta | In trasferta | In trasferta | In trasferta | Totale | Totale | Totale | Totale | Totale | Totale | DR |
| Competizione    | Punti | G       | V       | N       | P       | Gf      | Gs      | G            | V            | N            | P            | Gf           | Gs           | G      | V      | N      | P      | Gf     | Gs     | DR |
| --------------- | ----- | ------- | ------- | ------- | ------- | ------- | ------- | ------------ | ------------ | ------------ | ------------ | ------------ | ------------ | ------ | ------ | ------ | ------ | ------ | ------ | -- |
| Prima Categoria | 20    | 8       | 6       | 0       | 2       | 18      | 14      | 8            | 3            | 2            | 3            | 13           | 14           | 16     | 9      | 2      | 5      | 31     | 28     | +3 |